# Trichosanthes laeoica
Trichosanthes laeoica är en gurkväxtart som beskrevs av Cheng och Huang. Trichosanthes laeoica ingår i släktet Trichosanthes och familjen gurkväxter.

## Underarter
Arten delas in i följande underarter:
- T. l. sicyocarpa
- T. l. sorongensis
- T. l. yapenensis